# علم اجتماع وقت الفراغ

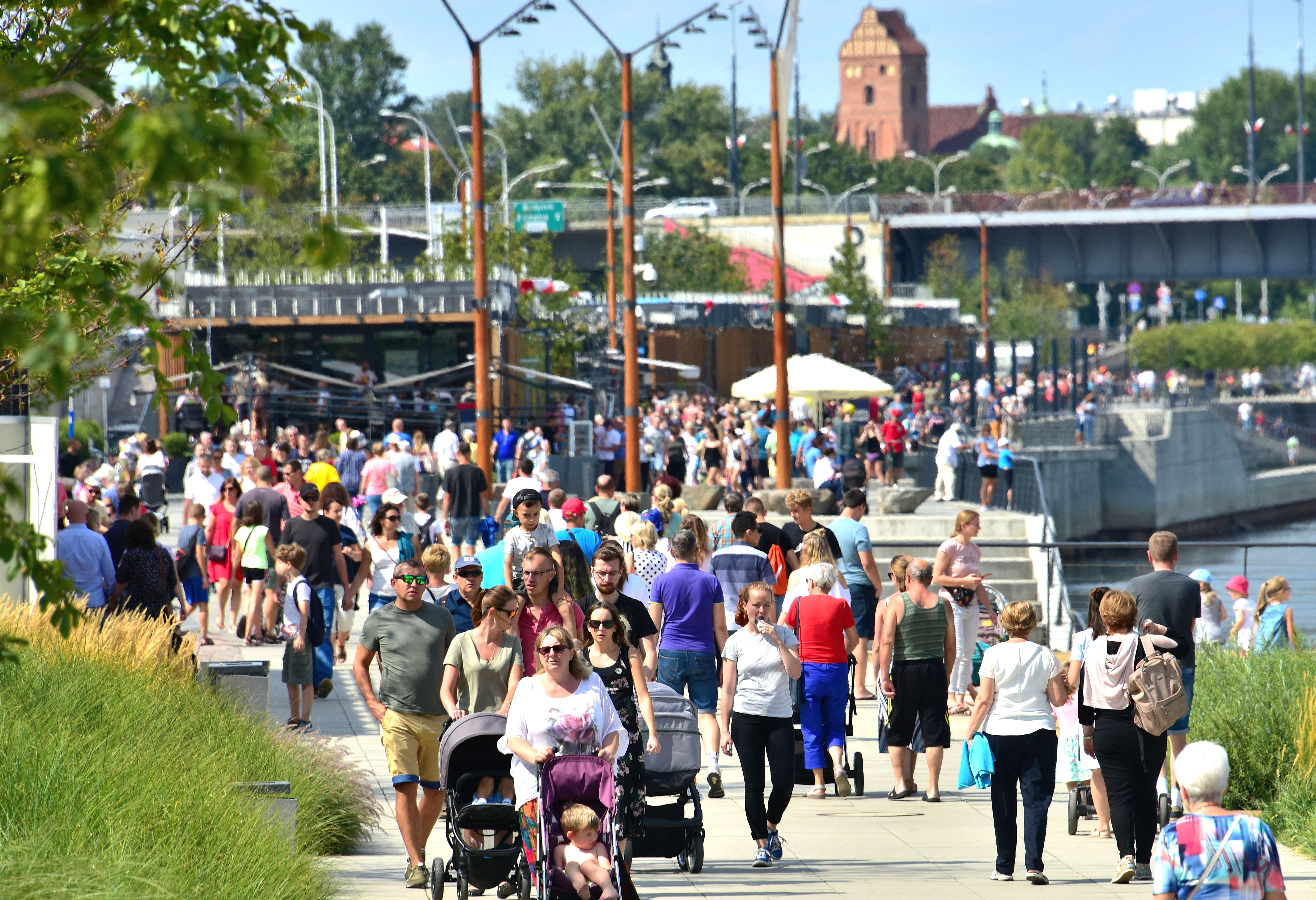

علم اجتماع وقت الفراغ (بالإنجليزية: Sociology of leisure) يدرس علم اجتماع وقت فراغ كيفية تنظيم البشر لأوقات فراغهم، كما يدرس مجموعةً واسعةً من النشاطات مثل الرياضة والسياحة واللعب بالألعاب. ويرتبط علم اجتماع وقت الفراغ ارتباطا واسعاً بعلم الاجتماع الصناعي، حيث أن كلاهما يستكشف جوانباً مختلفةً من علاقات العمل وأوقات الفراغ. وأظهرت الدراسات الأخيرة في مجال الابتعاد عن علاقات العمل وأوقات الفراغ تركز على العلاقة بين وقت الفراغ والثقافة.
وحددت دراسات أوقات الفراغ أنماطاً لملاحظتها والتي لا يمكن تفسيرها بسهولةٍ عن طريق المتغيرات الاجتماعية والإقتصادية مثل الدخل أو العمل أو التعليم. ويتأثر نوع نشاط وقت الفراغ تأثراً كبيراً بوضع الفرد الحالي (وجود أو عدم وجود الأسرة والعمر وعوامل أخرى).

## نظرية
في الآونة الأخيرة، يعتبر علم اجتماع وقت الفراغ حقلاً فرعياً لعلم الاجتماع مقارنةً بأكثر الحقول الفرعية التقليدية مثل علم الاجتماع الصناعي وعلم اجتماع العائلة وعلم اجتماع التعليم. وقد تطور كثيراً في النصف الثاني من القرن العشرين. وكان كثيراً ما ينظر إلى وقت الفراغ باعتباره ميزةً طفيفةً غير هامةٍ نسبياً في المجتمع. أما الآن فقد تم الاعتراف بالفراغ كمؤسسةٍ اجتماعية كبيرةٍ تستحق استجوابا اجتماعيا كبيراً، لاسيما في المجتمعات الغربية. كما لاحظ جون ولسون وآخرون أنه من الصعب تعريف الفراغ. ولذلك فإن تعاريفه عديدة وغالباً ما تكون متناقضةً فيما بينها، فعلى سبيل المثال، قد يعتبر جزءاً منفصلاً مرةً واحدةً أو بحسب جودة التجربة بغض النظر عن الوقت. وقد أبرز جوفر ديمايزيدر أربع تعريفات مميزة للفراغ التي تبدأ بشكل تدريجيٍّ وواسعٍ في نطاقٍ ضيقٍ. وأول وأوسع تعريف للفراغ: هو نمط من السلوك الذي قد يظهر في العمل. والتعريف الثاني هو: أي نشاط غير العمل. أما التعريف الثالث فهو: استثناء المزيد من الالتزامات المنزلية والأسرية. وأخيراً أضيق تعريف للفراغ هو: الأنشطة المكرسة لتحقيق الذات. وتعريفات ديمازيدر الأربع غير شاملة. وينظر إلى التعاريف والتدابير غير المتوافقة كعاملٍ أساسيٍّ يمثل في بعض الأحيان نتائج بحوثٍ متناقضةٍ. وهناك بعض الأسئلة العالقة بشأن تعريف العمل بشكلٍ خاصٍ سواءً كانت مساعيَ غير مدفوعةٍ مثل الدراسة أو العمل التطوعي، وكلاهما عمل. ولا ينبغي أن يساوى وقت عدم العمل مع وقت الفراغ كما أنه لا يضم وقت الفراغ المكرس للترفيه فقط ولكنه يضم أيضاً الوقت المكرس لأنشطةٍ إجباريةٍ معينةٍ مثل الواجبات المنزلية. كما أن تقسيم الأنشطة إلى وقت فراغ وتكريس الوقت لذلك أمرٌ ليس بالسهل، فعلى سبيل المثال فإن تنظيف سن واحد ليس بعملٍ ولا ترفيهٍ، وقد اختلف العلماء في تصنيفاتهم للأنشطة مثل تناول وجبةٍ والتسوق وإصلاح السيارة وحضور المراسم الدينية أو الاستحمام (الاختلافات الفردية قد تُصنف أو لا تصنف بعض الأنشطة كترفيهٍ). وقد لا تكون العلاقة بين العمل والترفيه واضحةً، وتشير الأبحاث أن بعض الأفراد يجيدون المهارات التي اكتسبوها في العمل والتي تكون مفيدةً إلى هواياتهم (والعكس بالعكس)، وقد يستخدم بعض الأفراد الأنشطة الترفيهية للتقدم لمهنة عملهم. وقد اختلف علماء الاجتماع حول ما إن كان ينبغي أن تدرج أنشطةٌ روحيةٌ وسياسيةٌ ينبغي أن تتضمنها دراسات أوقات الفراغ، وعلاوةً على ذلك ومن خلال بعض المجتمعات المهنية مثل ضباط الشرطة أو عمال المناجم، وإنه من الشائع لزملاء العمل أن يكون هناك وقتٌ إضافيٌّ للمشاركة مع الأصدقاء، والعمل القائم على الأنشطة الترفيهية جزء من تعريف وقت الفراغ، وهناك تساؤلاتٌ أخرى في الشأن النظري موجهةٌ إلى علماء اجتماع وقت الفراغ، فمثلا من الصعب قياس النتائج حيث لاحظت الدراسات المنزلية أن كميةً معينةً من الزمن (على سبيل المثال ساعةً واحدةً) قد تكوِّن قيماً مختلفةً تعتمد على ما يحدث في غضون يومٍ أو أسبوعٍ أو سنةٍ. وأخيراً فقد يعوق الدراسة الاجتماعية للفراغ قلة وجود بيانات موثوقة للدراسة الطولية المقارنة للعديد من المجالات الأخرى للتحقق في العلوم الاجتماعية، كما أن هناك جمع بياناتٍ قليلةٍ وغير موحدةٍ في معظم أجزاء التاريخ الإنساني. وقد عولجت قلة الدراسات الطولية في العقود القليلة الماضية عن طريق الدراسات الوطنية المتكررة مثل المسح الأسري العام في المملكة المتحدة (المستمر منذ عام 1971)، بالإضافة إلى عدد متزايد من الدراسات التي تركز على طرق البحث النوعي.

## البحوث
مع مرور الوقت تحول التركيز في دراسة وقت الفراغ من علاقة العمل وأوقات الفراغ خاصة في الأغلبية المدروسة جيداً إلى دراسة الأقليات والعلاقة بين الثقافة ووقت الفراغ. وقد أشار مارشال جوردون إلى أن هناك نهجان من دراسة وقت الفراغ، النهج الرسمي والنهج التاريخي النظري. فبالنسبة للنهج الرسمي فإنه يركز على الأسئلة قانون تجريبي مثل تغيُّر أنماط الترفيه على دورة حياة الفرد والعلاقة بين العمل والترفيه وأشكالٍ محددةٍ من الترفيه (مثل علم إجتماع الرياضة). أما النهج التاريخي النظري فهو يدرس العلاقة بين وقت الفراغ والتغير الاجتماعي، وغالباً من نسق اجتماعي ووجهات نظر نيوماركس. وقدمت شيلا سكراتون تحليلاً مختلفاً مقارِنةً أمريكا الشمالية بالدراسات البريطانية. ويركز النهج البريطاني على المدخلات التعددية والماركسية الحرجة ونصرة المرأة، أما النهج الأمريكي فيركز على التقاليد الاجتماعية النفسية.

## النتائج
لقد افترض العديد من علماء الاجتماع أن نوعاً معيناً من النشاط الترفيهي يُفسَّر بسهولةٍ بواسطة المتغيرات الاجتماعية والإقتصادية مثل الدخل أو المهنة أو التعليم. وقد أسفرهذا الافتراض عن نتائج أقل من المتوقع. ويرتبط الدخل مع مجموع الأموال المنفَقة على مثل هذه الأنشطة، ولكن خلاف ذلك يُحدَّد من الأنشطة ما هو في متناول الجميع. وللمهنة نفس التأثير، لأن معظم المهن تؤثر بشدة على دخل الفرد (على سبيل المثال: العضوية في مهنةٍ مرموقةٍ وأنشطة «نادي المدينة» مثل القولف أو الإبحار، لكن تكلفة الأنشطة العالية والدخل المرتفع والعضوية في تلك المهنة ترتبط بشكل كبير). ويرتبط التعليم مع مجموعةٍ واسعةٍ من الأنشطة الترفيهية وتفانٍ عالٍ لها، وكما أشار كيلي«فإنه من المستحيل توقع السلوك الترفيهي للشخص على أساس موقفه الاجتماعي والاقتصادي». ومن ناحية أخرى، يتأثر نوع النشاط الاقتصادي بشكل كبير بالوضع الحالي للفرد سواء كان لديه عائلةٌ أو كانت هناك مرافق ترفيهية قريبة أوالعمر. ويمكن أن تكون تأثيرات الأسرة المبكرة خاصة تلك التي تنطوي على المزيد من الأنشطة الترفيهية الاجتماعية عميقة. ويعتمد نوع نشاط الترفيه أيضاً على المكان الصحيح للفرد في دورة الحياة. كما أنه يتم توضيح النتائج المحددة في الدراسات الاجتماعية من خلال دراسة جون روبنسون الأمريكي للفراغ التي كتبها في أواخر عام 1970. فقد وجد أن الأمريكان في المتوسط لديهم أربع ساعات فراغ في كل يومٍ من أيام الأسبوع، وأكثر من ذلك في نهاية الأسبوع حيث تبلغ ست ساعاتٍ ليوم السبت وثمان ساعاتٍ ليوم الأحد. ويقصر وقت الفراغ مع تقدم العمر والعمل والزواج والأطفال، ولا تعتمد كمية وقت الفراغ على ثروة الفرد بشكل مباشر. وتقل رغبة الأشخاص لوقت الفراغ إذا كانوا غير واثقين من مستقبلهم الاقتصادي أو إن كانت وظيفتهم هي المركز المهم. وخلال النصف الثاني من القرن العشرين أصبحت مشاهدة التلفاز نشاطاً ترفيهيًّا أساسيًّا، مما تسبب في انخفاض الوقت المخصص للأنشطة الأخرى. وفي مطلع عام 1970 كان متوسط وقت الفراغ للأمريكان أربع ساعات يومياً ويمضون ساعةً ونصف الساعة منه في مشاهدة التلفاز، وتزيد الأنشطة الترفيهية المشتركة من الرضا في الحياة الزوجية.

## مزيد من القراءة
- Bennet M. Bergero, "The Sociology of Leisure: Some Suggestions," Industrial Relations: A Journal of Economy and Society, vol. 1, issue 2, May 2008, pp. 31–45.
- Tony Blackshaw, Leisure Life: Myth, Masculinity and Modernity, Routledge, 2003, ISBN 0-415-27072-3.
- Neil H. Cheek, Jr., "Toward a Sociology of Not-Work," The Pacific Sociological Review, vol. 14, no. 3, July 1971, pp. 245–258. JSTOR
- C. Critcher, Peter Bramham, Alan Tomlinson, Sociology of Leisure: A Reader, Taylor & Francis, 1995, ISBN 0-419-19420-7.
- Joffre Dumazedier, Sociology of Leisure, Elsevier Scientific Publishing Company, 1974, ISBN 0-444-41226-3.
- Joffre Dumazedier, Towards a Sociology of Leisure, Macmillan, 1967.
- John R. Kelly, "Counterpoints in the Sociology of Leisure," Leisure Sciences, vol. 14, issue 3, 1992, pp. 247–53.
- John Robert Kelly, Geoffrey Godbey, The Sociology of Leisure, Venture Pub., 1992, ISBN 0-910251-56-8.
  - Review of the above book: Margaret Carlisle Duncan, "The Sociology of Leisure," Journal of Leisure Research, vol. 25, no. 4, Fall 1993. Online
- Stanley R. Parker, Leisure and Work, Allen & Unwin, 1985.
- Orlov Alexandr S. The Sociology of Recreation, Nauka, Moscow, 1995, ISBN 5-02-013607-7.
- Gilles Pronovost, The Sociology of Leisure. Trend Report, Sage Publications, 1998.
- Rhona Rapoport and Robert N. Rapoport, "Four Themes in the Sociology of Leisure," The British Journal of Sociology, vol. 25, no. 2, June 1974, pp. 215–29. JSTOR
- Kenneth Roberts, Leisure in Contemporary Society, CABI, 2006, ISBN 1-84593-069-X.
- Chris Rojek, "Leisure and Tourism," in Craig J. Calhoun, Chris Rojek, بريان تورنر، eds., The Sage Handbook of Sociology, SAGE, 2005, ISBN 0-7619-6821-0.
- Chris Rojek, Decentring Leisure: Rethinking Leisure Theory, SAGE, 1995, ISBN 0-8039-8813-3.
- Snape, R. and Pussard, H. 'Theorisations of Leisure in Interwar Britain' Leisure Studies, 2013, 32 (1) pp. 1–18.

## وصلات خارجية
- ISA: Research Committee on Sociology of Leisure
- BSA: Leisure & Recreation Study Group
- Peer-Reviewed Journals in Recreation & Leisure Studies
- Journal of Leisure Research نسخة محفوظة 19 يناير 2010 على موقع واي باك مشين.
- Leisure Studies